# Tournoi de tennis d'Atlanta
Le tournoi d'Atlanta est un tournoi de tennis masculin du circuit professionnel ATP disputé à Atlanta depuis 2010. Il a repris la date laissée vide par le tournoi d'Indianapolis organisé jusqu'en 2009 dans l'Indiana. Il est classé 250 series et il est le premier tournoi des US Open Series. Il est joué sur dur à l'extérieur.
Auparavant, le tournoi a été organisé à Atlanta jusqu'en 2001. Ce tournoi a débuté en 1983 à Dallas et a été déplacé à Boca Raton en 1984, à Fort Myers en 1985 et à Orlando en 1987 puis finalement à Atlanta en 1992. Il était joué sur dur de 1983 à 1991 et ensuite sur terre battue de 1992 à 2001.
Un autre tournoi de tennis professionnel masculin a été organisé à Atlanta, l'Atlanta WCT, entre 1973 et 1976. Il faisait partie du WCT Tour et était joué sur terre battue en extérieur en 1973 et 1974 puis sur dur en intérieur en 1975 et 1976 et enfin sur moquette en salle en 1985 et 1986.
Une épreuve féminine a également été organisée de 1975 à 1983.
Les courts peuvent accueillir plus de 3 000 personnes et sont situés dans le quartier d'Atlantic Station (en), au nord de la ville.

## Palmarès messieurs

### Simple
| No | Date       | Nom et lieu du tournoi                         | Catégorie      | Dotation       | Surface         | Vainqueur            | Finaliste            | Score              |                |
| -- | ---------- | ---------------------------------------------- | -------------- | -------------- | --------------- | -------------------- | -------------------- | ------------------ | -------------- |
| 1  | 04-05-1970 | Atlanta WCT, Atlanta                           |                | NC $           | NC              | Tom Okker            | Dennis Ralston       | 6-4, 10-8, 6-2     |                |
|    | 1971-1972  | Pas de tournoi                                 | Pas de tournoi | Pas de tournoi | Pas de tournoi  | Pas de tournoi       | Pas de tournoi       | Pas de tournoi     | Pas de tournoi |
| 2  | 19-03-1973 | Atlanta WCT, Atlanta                           |                | 50 000 $       | Moquette (int.) | Stan Smith           | Rod Laver            | 6-3, 6-4           |                |
| 3  | 01-04-1974 | Atlanta WCT, Atlanta                           |                | NC $           | Moquette (int.) | Dick Stockton        | Jiří Hřebec          | 6-2, 6-1           |                |
| 4  | 24-03-1975 | WCT First National Bank Classic, Atlanta       |                | 60 000 $       | Moquette (int.) | Mark Cox             | John Alexander       | 6-3, 7-6           |                |
| 5  | 14-01-1976 | Atlanta WCT, Atlanta                           |                | 60 000 $       | Moquette (int.) | Ilie Năstase         | Jeff Borowiak        | 6-2, 6-4           |                |
| 6  | 21-08-1978 | Atlanta Open, Atlanta                          |                | 50 000 $       | Dur (ext.)      | Stan Smith           | Eliot Teltscher      | 4-6, 6-1, 2-1, ab. |                |
| 7  | 10-09-1979 | Atlanta Open, Atlanta                          |                | 50 000 $       | Dur (ext.)      | Eliot Teltscher      | John Alexander       | 6-3, 4-6, 6-2      |                |
| 8  | 18-08-1980 | Atlanta Open, Atlanta                          |                | 75 000 $       | Dur (ext.)      | Eliot Teltscher      | Terry Moor           | 6-2, 6-2           |                |
| 9  | 17-08-1981 | Atlanta Open, Atlanta                          |                | 75 000 $       | Dur (ext.)      | Mel Purcell          | Gilles Moretton      | 6-4, 6-2           |                |
| 10 | 12-09-1983 | Paine Webber Classic, Dallas                   |                | 200 000 $      | Dur (ext.)      | Andrés Gómez         | Brian Teacher        | 6-7, 6-1, 6-1      |                |
| 11 | 26-03-1984 | Paine Webber Classic, Boca Raton               |                | 350 000 $      | Dur (ext.)      | Jimmy Connors        | Johan Kriek          | 7-5, 6-4           |                |
| 12 | 25-03-1985 | Paine Webber Classic, Fort Myers               |                | 250 000 $      | Dur (ext.)      | Ivan Lendl           | Jimmy Connors        | 6-3, 6-2           |                |
| 13 | 22-04-1985 | WCT Atlanta, Atlanta                           |                | 300 000 $      | Moquette (int.) | John McEnroe         | Paul Annacone        | 7-6, 7-6, 6-2      |                |
| 14 | 17-03-1986 | Paine Webber Classic, Fort Myers               |                | 250 000 $      | Dur (ext.)      | Ivan Lendl           | Jimmy Connors        | 6-2, 6-0           |                |
| 15 | 31-03-1986 | WCT Atlanta, Atlanta                           |                | 220 000 $      | Moquette (int.) | Kevin Curren         | Tim Wilkison         | 7-6, 7-6           |                |
| 16 | 16-03-1987 | Paine Webber Classic, Orlando                  |                | 250 000 $      | Dur (ext.)      | Christo van Rensburg | Jimmy Connors        | 6-3, 3-6, 6-1      |                |
| 17 | 07-03-1988 | DuPoint Classic, Orlando                       |                | 297 500 $      | Dur (ext.)      | Andrei Chesnokov     | Miloslav Mečíř       | 7-6, 6-1           |                |
| 18 | 02-10-1989 | Prudential-Bache Securities Classic, Orlando   |                | 297 500 $      | Dur (ext.)      | Andre Agassi         | Brad Gilbert         | 6-2, 6-1           |                |
| 19 | 02-04-1990 | Prudential-Bache Securities Classic, Orlando   | World Series   | 225 000 $      | Dur (ext.)      | Brad Gilbert         | Christo van Rensburg | 6-2, 6-1           |                |
| 20 | 01-04-1991 | Prudential-Bache Securities Classic, Orlando   | World Series   | 225 000 $      | Dur (ext.)      | Andre Agassi         | Derrick Rostagno     | 6-2, 1-6, 6-3      |                |
| 21 | 27-04-1992 | AT&T Tennis Challenge, Atlanta                 | World Series   | 235 000 $      | Terre (ext.)    | Andre Agassi         | Pete Sampras         | 7-5, 6-4           |                |
| 22 | 26-04-1993 | AT&T Tennis Challenge, Atlanta                 | World Series   | 275 000 $      | Terre (ext.)    | Jacco Eltingh        | Bryan Shelton        | 7-61, 6-2          |                |
| 23 | 25-04-1994 | AT&T Tennis Challenge, Atlanta                 | World Series   | 288 750 $      | Terre (ext.)    | Michael Chang        | Todd Martin          | 64-7, 7-64, 6-0    |                |
| 24 | 01-05-1995 | AT&T Tennis Challenge, Atlanta                 | World Series   | 303 000 $      | Terre (ext.)    | Michael Chang        | Andre Agassi         | 6-2, 66-7, 6-4     |                |
| 25 | 29-04-1996 | AT&T Tennis Challenge, Atlanta                 | World Series   | 303 000 $      | Terre (ext.)    | Karim Alami          | Nicklas Kulti        | 6-3, 6-4           |                |
| 26 | 28-04-1997 | AT&T Tennis Challenge, Atlanta                 | World Series   | 303 000 $      | Terre (ext.)    | Marcelo Filippini    | Jason Stoltenberg    | 7-62, 6-4          |                |
| 27 | 27-04-1998 | AT&T Tennis Challenge, Atlanta                 | Int' Series    | 315 000 $      | Terre (ext.)    | Pete Sampras         | Jason Stoltenberg    | 62-7, 6-3, 7-64    |                |
| 28 | 26-04-1999 | AT&T Tennis Challenge, Atlanta                 | Int' Series    | 325 000 $      | Terre (ext.)    | Stefan Koubek        | Sébastien Grosjean   | 6-1, 6-2           | Tableau        |
| 29 | 10-04-2000 | Galleryfurniture.com Tennis Challenge, Atlanta | Int' Series    | 350 000 $      | Terre (ext.)    | Andrew Ilie          | Jason Stoltenberg    | 6-3, 7-5           | Tableau        |
| 30 | 23-04-2001 | Verizon Tennis Challenge, Atlanta              | Int' Series    | 375 000 $      | Terre (ext.)    | Andy Roddick         | Xavier Malisse       | 6-2, 6-4           | Tableau        |
|    | 2002-2009  | Pas de tournoi                                 | Pas de tournoi | Pas de tournoi | Pas de tournoi  | Pas de tournoi       | Pas de tournoi       | Pas de tournoi     | Pas de tournoi |
| 31 | 19-07-2010 | Atlanta Tennis Championships, Atlanta          | ATP 250        | 531 000 $      | Dur (ext.)      | Mardy Fish           | John Isner           | 4-6, 6-4, 7-64     | Tableau        |
| 32 | 18-07-2011 | Atlanta Tennis Championships, Atlanta          | ATP 250        | 531 000 $      | Dur (ext.)      | Mardy Fish           | John Isner           | 3-6, 7-66, 6-2     | Tableau        |
| 33 | 16-07-2012 | BB&T Atlanta Open, Atlanta                     | ATP 250        | 477 900 $      | Dur (ext.)      | Andy Roddick         | Gilles Müller        | 1-6, 7-62, 6-2     | Tableau        |
| 34 | 22-07-2013 | BB&T Atlanta Open, Atlanta                     | ATP 250        | 546 930 $      | Dur (ext.)      | John Isner           | Kevin Anderson       | 63-7, 7-62, 7-62   | Tableau        |
| 35 | 21-07-2014 | BB&T Atlanta Open, Atlanta                     | ATP 250        | 568 805 $      | Dur (ext.)      | John Isner           | Dudi Sela            | 6-3, 6-4           | Tableau        |
| 36 | 27-07-2015 | BB&T Atlanta Open, Atlanta                     | ATP 250        | 585 870 $      | Dur (ext.)      | John Isner           | Márcos Baghdatís     | 6-3, 6-3           | Tableau        |
| 37 | 01-08-2016 | BB&T Atlanta Open, Atlanta                     | ATP 250        | 618 030 $      | Dur (ext.)      | Nick Kyrgios         | John Isner           | 7-63, 7-64         | Tableau        |
| 38 | 24-07-2017 | BB&T Atlanta Open, Atlanta                     | ATP 250        | 642 750 $      | Dur (ext.)      | John Isner           | Ryan Harrison        | 7-66, 7-67         | Tableau        |
| 39 | 23-07-2018 | BB&T Atlanta Open, Atlanta                     | ATP 250        | 668 460 $      | Dur (ext.)      | John Isner           | Ryan Harrison        | 5-7, 6-3, 6-4      | Tableau        |
| 40 | 22-07-2019 | BB&T Atlanta Open, Atlanta                     | ATP 250        | 694 995 $      | Dur (ext.)      | Alex de Minaur       | Taylor Fritz         | 6-3, 7-62          | Tableau        |
|    | 2020       | Pas de tournoi                                 | Pas de tournoi | Pas de tournoi | Pas de tournoi  | Pas de tournoi       | Pas de tournoi       | Pas de tournoi     | Pas de tournoi |
| 41 | 26-07-2021 | Truist Atlanta Open, Atlanta                   | ATP 250        | 555 995 $      | Dur (ext.)      | John Isner           | Brandon Nakashima    | 7-68, 7-5          | Tableau        |
| 42 | 25-07-2022 | Atlanta Open, Atlanta                          | ATP 250        | 708 530 $      | Dur (ext.)      | Alex de Minaur       | Jenson Brooksby      | 6-3, 6-3           | Tableau        |
| 43 | 24-07-2023 | Atlanta Open, Atlanta                          | ATP 250        | 737 170 $      | Dur (ext.)      | Taylor Fritz         | Aleksandar Vukic     | 7-5, 65-7, 6-4     | Tableau        |
| 44 | 22-07-2024 | Atlanta Open, Atlanta                          | ATP 250        | 756 020 $      | Dur (ext.)      | Yoshihito Nishioka   | Jordan Thompson      | 4-6, 7-62, 6-2     | Tableau        |

### Double
| No | Date       | Nom et lieu du tournoi                         | Catégorie      | Dotation       | Surface         | Vainqueurs                           | Finalistes                         | Score              |                |
| -- | ---------- | ---------------------------------------------- | -------------- | -------------- | --------------- | ------------------------------------ | ---------------------------------- | ------------------ | -------------- |
| 1  | 19-03-1973 | Atlanta WCT, Atlanta                           |                | 50 000 $       | Terre (ext.)    | Roy Emerson Rod Laver                | Robert Maud Andrew Pattison        | 7-6, 6-3           |                |
| 2  | 01-04-1974 | Atlanta WCT, Atlanta                           |                | NC $           | Terre (ext.)    | Robert Lutz Stan Smith               | Brian Gottfried Dick Stockton      | 6-3, 3-6, 7-6      |                |
| 3  | 24-03-1975 | WCT First National Bank Classic, Atlanta       |                | 60 000 $       | Moquette (int.) | Anand Amritraj Vijay Amritraj        | Mark Cox Cliff Drysdale            | 6-3, 6-2           |                |
| 4  | 14-01-1976 | Atlanta WCT, Atlanta                           |                | 60 000 $       | Moquette (int.) | John Alexander Phil Dent             | Wojtek Fibak Karl Meiler           | 6-3, 6-4           |                |
| 5  | 21-08-1978 | Atlanta Open, Atlanta                          |                | 50 000 $       | Dur (ext.)      | John Alexander Butch Walts           | Mike Cahill Marcello Lara          | 3-6, 6-4, 7-6      |                |
| 6  | 10-09-1979 | Atlanta Open, Atlanta                          |                | 50 000 $       | Dur (ext.)      | Raymond Moore Ilie Năstase           | Steve Docherty Eliot Teltscher     | 6-4, 6-2           |                |
| 7  | 18-08-1980 | Atlanta Open, Atlanta                          |                | 75 000 $       | Dur (ext.)      | Tom Gullikson Butch Walts            | Anand Amritraj John Austin         | 6-7, 7-6, 7-5      |                |
| 8  | 17-08-1981 | Atlanta Open, Atlanta                          |                | 75 000 $       | Dur (ext.)      | Fritz Buehning Peter Fleming         | Tony Giammalva Sammy Giammalva Jr  | 6-4, 4-6, 6-3      |                |
| 9  | 12-09-1983 | Paine Webber Classic, Dallas                   |                | 200 000 $      | Dur (ext.)      | Nduka Odizor Van Winitsky            | Steve Denton Sherwood Stewart      | 6-3, 7-5           |                |
| 10 | 26-03-1984 | Paine Webber Classic, Boca Raton               |                | 350 000 $      | Dur (ext.)      | Mark Edmondson Sherwood Stewart      | David Dowlen Nduka Odizor          | 4-6, 6-1, 6-4      |                |
| 11 | 25-03-1985 | Paine Webber Classic, Fort Myers               |                | 250 000 $      | Dur (ext.)      | Ken Flach Robert Seguso              | Sammy Giammalva Jr David Pate      | 3-6, 6-3, 6-3      |                |
| 12 | 22-04-1985 | WCT Atlanta, Atlanta                           |                | 300 000 $      | Moquette (int.) | Paul Annacone Christo van Rensburg   | Steve Denton Tomáš Šmíd            | 6-4, 6-3           |                |
| 13 | 17-03-1986 | Paine Webber Classic, Fort Myers               |                | 250 000 $      | Dur (ext.)      | Andrés Gómez Ivan Lendl              | Peter Doohan Paul McNamee          | 7-5, 6-4           |                |
| 14 | 31-03-1986 | WCT Atlanta, Atlanta                           |                | 220 000 $      | Moquette (int.) | Andy Kohlberg Robert Van't Hof       | Christo Steyn Danie Visser         | 6-2, 6-3           |                |
| 15 | 16-03-1987 | Paine Webber Classic, Orlando                  |                | 250 000 $      | Dur (ext.)      | Sherwood Stewart Kim Warwick         | Paul Annacone Christo van Rensburg | 2-6, 7-6, 6-4      |                |
| 16 | 07-03-1988 | DuPoint Classic, Orlando                       |                | 297 500 $      | Dur (ext.)      | Guy Forget Yannick Noah              | Sherwood Stewart Kim Warwick       | 6-4, 6-4           |                |
| 17 | 02-10-1989 | Prudential-Bache Securities Classic, Orlando   |                | 297 500 $      | Dur (ext.)      | Scott Davis Tim Pawsat               | Ken Flach Robert Seguso            | 7-5, 5-7, 6-4      |                |
| 18 | 02-04-1990 | Prudential-Bache Securities Classic, Orlando   | World Series   | 225 000 $      | Dur (ext.)      | Scott Davis David Pate               | Alfonso Mora Brian Page            | 6-3, 7-5           |                |
| 19 | 01-04-1991 | Prudential-Bache Securities Classic, Orlando   | World Series   | 225 000 $      | Dur (ext.)      | Luke Jensen Scott Melville           | Nicolás Pereira Pete Sampras       | 6-7, 7-6, 6-3      |                |
| 20 | 27-04-1992 | AT&T Tennis Challenge, Atlanta                 | World Series   | 235 000 $      | Terre (ext.)    | Steve DeVries David Macpherson       | Mark Keil Dave Randall             | 6-3, 6-3           |                |
| 21 | 26-04-1993 | AT&T Tennis Challenge, Atlanta                 | World Series   | 275 000 $      | Terre (ext.)    | Paul Annacone Richey Reneberg        | Todd Martin Jared Palmer           | 6-4, 7-6           |                |
| 22 | 25-04-1994 | AT&T Tennis Challenge, Atlanta                 | World Series   | 288 750 $      | Terre (ext.)    | Jared Palmer Richey Reneberg         | Francisco Montana Jim Pugh         | 4-6, 7-6, 6-4      |                |
| 23 | 01-05-1995 | AT&T Tennis Challenge, Atlanta                 | World Series   | 303 000 $      | Terre (ext.)    | Sergio Casal Emilio Sánchez          | Jared Palmer Richey Reneberg       | 6-7, 6-3, 7-6      |                |
| 24 | 29-04-1996 | AT&T Tennis Challenge, Atlanta                 | World Series   | 303 000 $      | Terre (ext.)    | Christo van Rensburg David Wheaton   | Bill Behrens Matt Lucena           | 7-6, 6-2           |                |
| 25 | 28-04-1997 | AT&T Tennis Challenge, Atlanta                 | World Series   | 303 000 $      | Terre (ext.)    | Jonas Björkman Nicklas Kulti         | Scott Davis Kelly Jones            | 6-2, 7-6           |                |
| 26 | 27-04-1998 | AT&T Tennis Challenge, Atlanta                 | Int' Series    | 315 000 $      | Terre (ext.)    | Ellis Ferreira Brent Haygarth        | Alex O'Brien Richey Reneberg       | 6-3, 0-6, 6-2      |                |
| 27 | 26-04-1999 | AT&T Tennis Challenge, Atlanta                 | Int' Series    | 325 000 $      | Terre (ext.)    | Patrick Galbraith Justin Gimelstob   | Mark Woodforde Todd Woodbridge     | 5-7, 7-6, 6-3      | Tableau        |
| 28 | 10-04-2000 | Galleryfurniture.com Tennis Challenge, Atlanta | Int' Series    | 350 000 $      | Terre (ext.)    | Ellis Ferreira Rick Leach            | Justin Gimelstob Mark Knowles      | 6-3, 6-4           | Tableau        |
| 29 | 23-04-2001 | Verizon Tennis Challenge, Atlanta              | Int' Series    | 375 000 $      | Terre (ext.)    | Mahesh Bhupathi Leander Paes         | Rick Leach David Macpherson        | 6-3, 7-67          | Tableau        |
|    | 2002-2009  | Pas de tournoi                                 | Pas de tournoi | Pas de tournoi | Pas de tournoi  | Pas de tournoi                       | Pas de tournoi                     | Pas de tournoi     | Pas de tournoi |
| 30 | 19-07-2010 | Atlanta Tennis Championships, Atlanta          | ATP 250        | 531 000 $      | Dur (ext.)      | Scott Lipsky Rajeev Ram              | Rohan Bopanna Kristof Vliegen      | 6-3, 64-7, [12-10] | Tableau        |
| 31 | 18-07-2011 | Atlanta Tennis Championships, Atlanta          | ATP 250        | 531 000 $      | Dur (ext.)      | Alex Bogomolov Matthew Ebden         | Matthias Bachinger Frank Moser     | 3-6, 7-5, [10-8]   | Tableau        |
| 32 | 16-07-2012 | BB&T Atlanta Open, Atlanta                     | ATP 250        | 477 900 $      | Dur (ext.)      | Matthew Ebden Ryan Harrison          | Xavier Malisse Michael Russell     | 6-3, 3-6, [10-6]   | Tableau        |
| 33 | 22-07-2013 | BB&T Atlanta Open, Atlanta                     | ATP 250        | 546 930 $      | Dur (ext.)      | Édouard Roger-Vasselin Igor Sijsling | Colin Fleming Jonathan Marray      | 7-66, 6-3          | Tableau        |
| 34 | 21-07-2014 | BB&T Atlanta Open, Atlanta                     | ATP 250        | 568 805 $      | Dur (ext.)      | Vasek Pospisil Jack Sock             | Steve Johnson Sam Querrey          | 6-3, 5-7, [10-5]   | Tableau        |
| 35 | 27-07-2015 | BB&T Atlanta Open, Atlanta                     | ATP 250        | 585 870 $      | Dur (ext.)      | Bob Bryan Mike Bryan                 | Colin Fleming Gilles Müller        | 4-6, 7-62, [10-4]  | Tableau        |
| 36 | 01-08-2016 | BB&T Atlanta Open, Atlanta                     | ATP 250        | 618 030 $      | Dur (ext.)      | Andrés Molteni Horacio Zeballos      | Johan Brunström Andreas Siljeström | 7-62, 6-4          | Tableau        |
| 37 | 24-07-2017 | BB&T Atlanta Open, Atlanta                     | ATP 250        | 642 750 $      | Dur (ext.)      | Bob Bryan Mike Bryan                 | Wesley Koolhof Artem Sitak         | 6-3, 6-4           | Tableau        |
| 38 | 23-07-2018 | BB&T Atlanta Open, Atlanta                     | ATP 250        | 668 460 $      | Dur (ext.)      | Nicholas Monroe John-Patrick Smith   | Ryan Harrison Rajeev Ram           | 3-6, 7-65, [10-8]  | Tableau        |
| 39 | 22-07-2019 | BB&T Atlanta Open, Atlanta                     | ATP 250        | 694 995 $      | Dur (ext.)      | Dominic Inglot Austin Krajicek       | Bob Bryan Mike Bryan               | 6-4, 65-7, [11-9]  | Tableau        |
|    | 2020       | Pas de tournoi                                 | Pas de tournoi | Pas de tournoi | Pas de tournoi  | Pas de tournoi                       | Pas de tournoi                     | Pas de tournoi     | Pas de tournoi |
| 40 | 26-07-2021 | Truist Atlanta Open, Atlanta                   | ATP 250        | 555 995 $      | Dur (ext.)      | Reilly Opelka Jannik Sinner          | Steve Johnson Jordan Thompson      | 6-4, 66-7, [10-3]  | Tableau        |
| 41 | 25-07-2022 | Atlanta Open, Atlanta                          | ATP 250        | 708 530 $      | Dur (ext.)      | Thanasi Kokkinakis Nick Kyrgios      | Jason Kubler John Peers            | 7-64, 7-5          | Tableau        |
| 42 | 24-07-2023 | Atlanta Open, Atlanta                          | ATP 250        | 737 170 $      | Dur (ext.)      | Nathaniel Lammons Jackson Withrow    | Max Purcell Jordan Thompson        | 7-63, 7-64         | Tableau        |
| 43 | 22-07-2024 | Atlanta Open, Atlanta                          | ATP 250        | 756 020 $      | Dur (ext.)      | Nathaniel Lammons Jackson Withrow    | André Göransson Sem Verbeek        | 4-6, 6-4, [12-10]  | Tableau        |

## Palmarès dames

### Simple
| No       | Date       | Nom et lieu du tournoi             | Catégorie | Dotation  | Surface         | Vainqueure          | Finaliste           | Score         |         |
| -------- | ---------- | ---------------------------------- | --------- | --------- | --------------- | ------------------- | ------------------- | ------------- | ------- |
| 1        | 10-05-1965 | Atlanta Invitation, Atlanta        |           | NC        | Terre (ext.)    | Margaret Smith      | Lesley Turner       | w/o           | Tableau |
| Ère Open |            |                                    |           |           |                 |                     |                     |               |         |
| 2        | 15-09-1975 | Little Mo Classic, Atlanta         |           | 75 000 $  | Moquette (int.) | Chris Evert         | Martina Navrátilová | 2-6, 6-2, 6-0 | Tableau |
| 3        | 03-10-1977 | Wyler’s Women’s Classic, Atlanta   |           | 75 000 $  | Moquette (int.) | Chris Evert         | Dianne Fromholtz    | 6-3, 6-2      | Tableau |
| 4        | 25-09-1978 | Wyler’s Women’s Classic, Atlanta   |           | 100 000 $ | Moquette (int.) | Chris Evert         | Martina Navrátilová | 7-6, 0-6, 6-3 | Tableau |
| 5        | 19-02-1979 | Avon Futures of Atlanta, Atlanta   | Futures   | 25 000 $  | Dur (int.)      | Sherry Acker        | Pat Medrado         | 6-2, 7-6      | Tableau |
| 6        | 24-09-1979 | Davidson’s Classic, Atlanta        |           | 100 000 $ | Moquette (int.) | Martina Navrátilová | Wendy Turnbull      | 7-6, 6-4      | Tableau |
| 7        | 03-03-1980 | Avon Futures of Atlanta, Atlanta   | Futures   | 25 000 $  | Dur (int.)      | Kay McDaniel        | Renée Richards      | 4-6, 6-4, 7-6 | Tableau |
| 8        | 22-09-1980 | Davidson’s Classic, Atlanta        |           | 100 000 $ | Moquette (int.) | Hana Mandlíková     | Wendy Turnbull      | 6-3, 7-5      | Tableau |
| 9        | 21-09-1981 | Toyota Classic, Atlanta            |           | 75 000 $  | Moquette (int.) | Tracy Austin        | Mary Lou Piatek     | 4-6, 6-3, 6-3 | Tableau |
| 10       | 09-08-1982 | Toyota Classic, Atlanta            | Series 3  | 100 000 $ | Dur (ext.)      | Chris Evert         | Susan Mascarin      | 6-3, 6-1      | Tableau |
| 11       | 25-04-1983 | Virginia Slims of Atlanta, Atlanta |           | 150 000 $ | Dur (ext.)      | Pam Shriver         | Kathy Jordan        | 6-2, 6-0      | Tableau |

### Double
| No       | Date       | Nom et lieu du tournoi            | Catégorie | Dotation  | Surface         | Vainqueures                     | Finalistes                     | Score         |         |
| -------- | ---------- | --------------------------------- | --------- | --------- | --------------- | ------------------------------- | ------------------------------ | ------------- | ------- |
| 1        | 10-05-1965 | Atlanta Invitation Atlanta        |           | NC        | Terre (ext.)    | Nancy Reed Donna Floyd Fales    | Margaret Smith Lesley Turner   | w/o           | Tableau |
| Ère Open |            |                                   |           |           |                 |                                 |                                |               |         |
| 2        | 15-09-1975 | Little Mo Classic Atlanta         |           | 75 000 $  | Moquette (int.) | Chris Evert Martina Navrátilová | Françoise Dürr Betty Stöve     | 6-4, 5-7, 6-2 | Tableau |
| 3        | 03-10-1977 | Wyler’s Women’s Classic Atlanta   |           | 75 000 $  | Moquette (int.) | Martina Navrátilová Betty Stöve | Brigitte Cuypers Marise Kruger | 6-4, 6-2      | Tableau |
| 4        | 25-09-1978 | Wyler’s Women’s Classic Atlanta   |           | 100 000 $ | Moquette (int.) | Françoise Dürr Virginia Wade    | Martina Navrátilová Anne Smith | 4-6, 6-2, 6-4 | Tableau |
| 5        | 19-02-1979 | Avon Futures of Atlanta Atlanta   | Futures   | 25 000 $  | Dur (int.)      | Laura duPont Valerie Ziegenfuss | Sherry Acker Mary Carillo      | 6-2, 6-3      | Tableau |
| 6        | 24-09-1979 | Davidson’s Classic Atlanta        |           | 100 000 $ | Moquette (int.) | Wendy Turnbull Betty Stöve      | Ann Kiyomura Anne Smith        | 6-2, 6-4      | Tableau |
| 7        | 03-03-1980 | Avon Futures of Atlanta Atlanta   | Futures   | 25 000 $  | Dur (int.)      | Ilana Kloss Betty-Ann Stuart    | Ann Henricksson Candy Reynolds | 7-6, 7-6      | Tableau |
| 8        | 22-09-1980 | Davidson’s Classic Atlanta        |           | 100 000 $ | Moquette (int.) | Barbara Potter Sharon Walsh     | Kathy Jordan Anne Smith        | 6-3, 6-1      | Tableau |
| 9        | 21-09-1981 | Toyota Classic Atlanta            |           | 75 000 $  | Moquette (int.) | Laura duPont Betsy Nagelsen     | Rosie Casals Candy Reynolds    | 6-4, 7-5      | Tableau |
| 10       | 09-08-1982 | Toyota Classic Atlanta            | Series 3  | 100 000 $ | Dur (ext.)      | Kathy Jordan Betsy Nagelsen     | Chris Evert Billie Jean King   | 4-6, 7-6, 7-6 | Tableau |
| 11       | 25-04-1983 | Virginia Slims of Atlanta Atlanta |           | 150 000 $ | Dur (ext.)      | Alycia Moulton Sharon Walsh     | Rosie Casals Wendy Turnbull    | 6-3, 7-6      | Tableau |